# Oviedo Booling Club
L'Oviedo Booling Club és un equip d'hoquei patins asturià de la ciutat d'Oviedo. Anteriorment s'anomenava El Chico Santo Domingo, Cibeles Oviedo, Esfer Oviedo i ADICO Oviedo. Disputa els seus partits al poliesportiu Pepín Moreno, amb capacitat per 700 espectadors, al barri de Fozaneldi de la capital asturiana.
Des d'aleshores l'equip anà pujant i descendent de categoria entre la Divisió d'Honor i Primera Divisió, en la qual s'imposà l'any 2007. La temporada 2007/08 descendí a Primera Divisió, renunciant a jugar-hi la temporada següent per problemes econòmics.